# ニール・アードレイ
ニール・アードレイ（Neil Ardley、1937年5月26日 - 2004年2月23日）は、イギリスのジャズコンポーザー、アレンジャー、キーボード奏者。

## 経歴
1937年5月26日、ロンドン・サットン区、ウォリントンで生まれる。1959年ブリストル大学卒業後、ニュー・ジャズ・オーケストラ（The New Jazz Orchestra）の専属音楽監督を務める。2枚のアルバムのディレクター、アレンジ、作編曲を担当した。その後ドン・レンデル、イアン・カーらとラージ・アンサンブル作品を発表。ジャズ・ロックを土台にしたシンフォニックなオーケストラ・サウンドが特徴である。

## ディスコグラフィ

### アルバム
- Western Reunion (1965年) ※ニュー・ジャズ・オーケストラ名義
- Le Déjeuner sur l'Herbe (1968年) ※ニュー・ジャズ・オーケストラ名義
- 『ギリシャ変奏曲』 - Greek Variations (1970年) ※イアン・カー＆ドン・レンデル名義
- 『ア・シンフォニー・オブ・アマランス』 - A Symphony of Amaranths (1971年)
- Mike Taylor Remembered (1973年)
- 『カレイドスコープ・オブ・レインボウズ』 - Kaleidoscope of Rainbows (1976年)
- 『ハーモニー・オブ・ザ・スフィアーズ』 - Harmony of the Spheres (1978年)
- Virtual Realities (1991年) ※ツィクルス (Zyklus)名義
- Creation Mass (2001年)
- Mike Taylor Remembered (2007年) ※with イアン・カー、デイヴ・ゲリー、ジョン・ハイズマン、ヘンリー・ロウサー、バーバラ・トンプソン、ノーマ・ウィンストン
- 『カムデン'70』 - Camden '70 (2008年) ※Neil Ardley's New Jazz Orchestra名義
- On The Radio : BBC Sessions 1971 (2017年)  ※Neil Ardley & The New Jazz Orchestra名義
- Kaleidoscope of Rainbows - QEH, 20th October 1975 (2021年)